# Distrito de Blois
El distrito de Blois es un distrito (en francés arrondissement) de Francia, que se localiza en el departamento de Loir y Cher (en francés Loir-et-Cher), de la región de Centro. Cuenta con 13 cantones y 121 comunas.

## División territorial

### Cantones
Los cantones del distrito de Blois son:
1. Cantón de Blois-1
2. Cantón de Blois-2
3. Cantón de Blois-3
4. Cantón de Blois-4
5. Cantón de Blois-5
6. Cantón de Bracieux
7. Cantón de Contres
8. Cantón de Herbault
9. Cantón de Marchenoir
10. Cantón de Mer
11. Cantón de Montrichard
12. Cantón de Ouzouer-le-Marché
13. Cantón de Vineuil

### Comunas
| 1. Angé (41002)                       | 2. Autainville (41006)                | 3. Avaray (41008)                              | 4. Averdon (41009)                    |
| 5. Bauzy (41013)                      | 6. Beauvilliers (41015)               | 7. Binas (41017)                               | 8. Blois (41018)                      |
| 9. Boisseau (41019)                   | 10. Bourré (41023)                    | 11. Bracieux (41025)                           | 12. Briou (41027)                     |
| 13. Candé-sur-Beuvron (41029)         | 14. Cellettes (41031)                 | 15. Chailles (41032)                           | 16. Chambon-sur-Cisse (41033)         |
| 17. Chambord (41034)                  | 18. Champigny-en-Beauce (41035)       | 19. La Chapelle-Saint-Martin-en-Plaine (41039) | 20. La Chapelle-Vendômoise (41040)    |
| 21. Chaumont-sur-Loire (41045)        | 22. La Chaussée-Saint-Victor (41047)  | 23. Cheverny (41050)                           | 24. Chissay-en-Touraine (41051)       |
| 25. Chitenay (41052)                  | 26. Chouzy-sur-Cisse (41055)          | 27. La Colombe (41056)                         | 28. Conan (41057)                     |
| 29. Concriers (41058)                 | 30. Contres (41059)                   | 31. Cormeray (41061)                           | 32. Coulanges (41064)                 |
| 33. Cour-Cheverny (41067)             | 34. Cour-sur-Loire (41069)            | 35. Courbouzon (41066)                         | 36. Crouy-sur-Cosson (41071)          |
| 37. Faverolles-sur-Cher (41080)       | 38. Feings (41082)                    | 39. Fontaines-en-Sologne (41086)               | 40. Fossé (41091)                     |
| 41. Fougères-sur-Bièvre (41092)       | 42. Françay (41093)                   | 43. Fresnes (Loir y Cher) (41094)              | 44. Herbault (41101)                  |
| 45. Huisseau-sur-Cosson (41104)       | 46. Josnes (41105)                    | 47. Lancôme (41108)                            | 48. Landes-le-Gaulois (41109)         |
| 49. Lestiou (41114)                   | 50. Lorges (41119)                    | 51. La Madeleine-Villefrouin (41121)           | 52. Marchenoir (41123)                |
| 53. Marolles (41128)                  | 54. Maslives (41129)                  | 55. Maves (41130)                              | 56. Membrolles (41133)                |
| 57. Menars (41134)                    | 58. Mer (41136)                       | 59. Mesland (41137)                            | 60. Moisy (41141)                     |
| 61. Molineuf (41142)                  | 62. Mont-près-Chambord (41150)        | 63. Monteaux (41144)                           | 64. Monthou-sur-Bièvre (41145)        |
| 65. Monthou-sur-Cher (41146)          | 66. Les Montils (41147)               | 67. Montlivault (41148)                        | 68. Montrichard (41151)               |
| 69. Muides-sur-Loire (41155)          | 70. Mulsans (41156)                   | 71. Neuvy (41160)                              | 72. Oisly (41166)                     |
| 73. Onzain (41167)                    | 74. Orchaise (41169)                  | 75. Ouchamps (41170)                           | 76. Oucques (41171)                   |
| 77. Ouzouer-le-Doyen (41172)          | 78. Ouzouer-le-Marché (41173)         | 79. Le Plessis-l'Échelle (41178)               | 80. Pontlevoy (41180)                 |
| 81. Prénouvellon (41183)              | 82. Rilly-sur-Loire (41189)           | 83. Roches (41191)                             | 84. Saint-Bohaire (41203)             |
| 85. Saint-Claude-de-Diray (41204)     | 86. Saint-Cyr-du-Gault (41205)        | 87. Saint-Denis-sur-Loire (41206)              | 88. Saint-Dyé-sur-Loire (41207)       |
| 89. Saint-Georges-sur-Cher (41211)    | 90. Saint-Gervais-la-Forêt (41212)    | 91. Saint-Julien-de-Chédon (41217)             | 92. Saint-Laurent-Nouan (41220)       |
| 93. Saint-Laurent-des-Bois (41219)    | 94. Saint-Lubin-en-Vergonnois (41223) | 95. Saint-Léonard-en-Beauce (41221)            | 96. Saint-Sulpice-de-Pommeray (41230) |
| 97. Saint-Étienne-des-Guérets (41208) | 98. Sambin (41233)                    | 99. Santenay (41234)                           | 100. Sassay (41237)                   |
| 101. Seillac (41240)                  | 102. Semerville (41244)               | 103. Seur (41246)                              | 104. Suèvres (41252)                  |
| 105. Séris (41245)                    | 106. Talcy (41253)                    | 107. Thenay (41257)                            | 108. Tour-en-Sologne (41262)          |
| 109. Tripleville (41264)              | 110. Valaire (41266)                  | 111. Vallières-les-Grandes (41267)             | 112. Verdes (41270)                   |
| 113. Veuves (41272)                   | 114. Vievy-le-Rayé (41273)            | 115. Villebarou (41276)                        | 116. Villefrancoeur (41281)           |
| 117. Villeneuve-Frouville (41284)     | 118. Villerbon (41288)                | 119. Villermain (41289)                        | 120. Villexanton (41292)              |
| 121. Vineuil (41295)                  |                                       |                                                |                                       |